# 阿塔巴德湖
阿塔巴德湖（Attabad Lake），又稱戈賈爾湖（Gojal Lake），位于巴基斯坦吉尔吉特-巴尔蒂斯坦省的罕萨河谷。2010年，大型的山体滑坡阻塞了河流，經過幾個月的蓄水後形成了一個堰塞湖-阿塔巴德湖，湖泊绵延30公里(19英里)，有120米(400英尺)深。阿塔巴德湖自此之後成为吉尔吉特-巴尔蒂斯坦最受欢迎的旅游景点之一。